# Gornje Zagorje
Gornje Zagorje je naselje u Republici Hrvatskoj, u sastavu Grada Ogulina, Karlovačka županija.
Ima više zaselaka: Bertovići, Cetinjani, Gornje Zagorje, Gornji Puškarići, Grdići, Krtina, Lesari, Rendulići i Vukovići.
U selu je župna crkva Sv. Jurja izgrađena 1839. na temeljima starijih crkava.

## Stanovništvo
Po popisu stanovništva iz 2001. godine, naselje je imalo 325 stanovnika te 89 obiteljskih kućanstava.
| broj stanovnika | 303   | 386   | 406   | 441   | 475   | 456   | 419   | 430   | 652   | 525   | 442   | 421   | 464   | 415   | 325   | 297   | 270   |
|                 | 1857. | 1869. | 1880. | 1890. | 1900. | 1910. | 1921. | 1931. | 1948. | 1953. | 1961. | 1971. | 1981. | 1991. | 2001. | 2011. | 2021. |